# Sot del Calbó

El Sot del Calbó respecte del terme de Granera

El Sot del Calbó és un sot, o vall estreta i profunda, del terme municipal de Granera, a la comarca del Moianès.
Està situat en el sector sud-occidental del terme, a ran del límit amb Castellterçol, a la dreta del torrent del Sot del Calbó, al nord de les Sorreres, al nord-oest del Pererol i al sud-oest de Coll Roig.